# تشارلز بيندكت دريسكول
تشارلز بيندكت دريسكول (بالإنجليزية: Charles Benedict Driscoll)‏ هو محرر وصحفي أمريكي، ولد في 19 أكتوبر 1885، وتوفي في 15 يناير 1951.